# 彼得·拉佛西
彼得·拉佛西（Peter Lovesey，1936年9月10日—2025年4月10日）是英國著名推理小說作家，獲獎無數，當中包括安東尼獎及英國犯罪作家協會的鑽石匕首獎，而且十多部作品已經改編成電影或電視劇，其中克立伯警官系列及彼得·戴蒙系列最為人熟識。彼得進入文壇前，曾服役過英國皇家空軍三年，又當過學院講師。